# Pagelsee

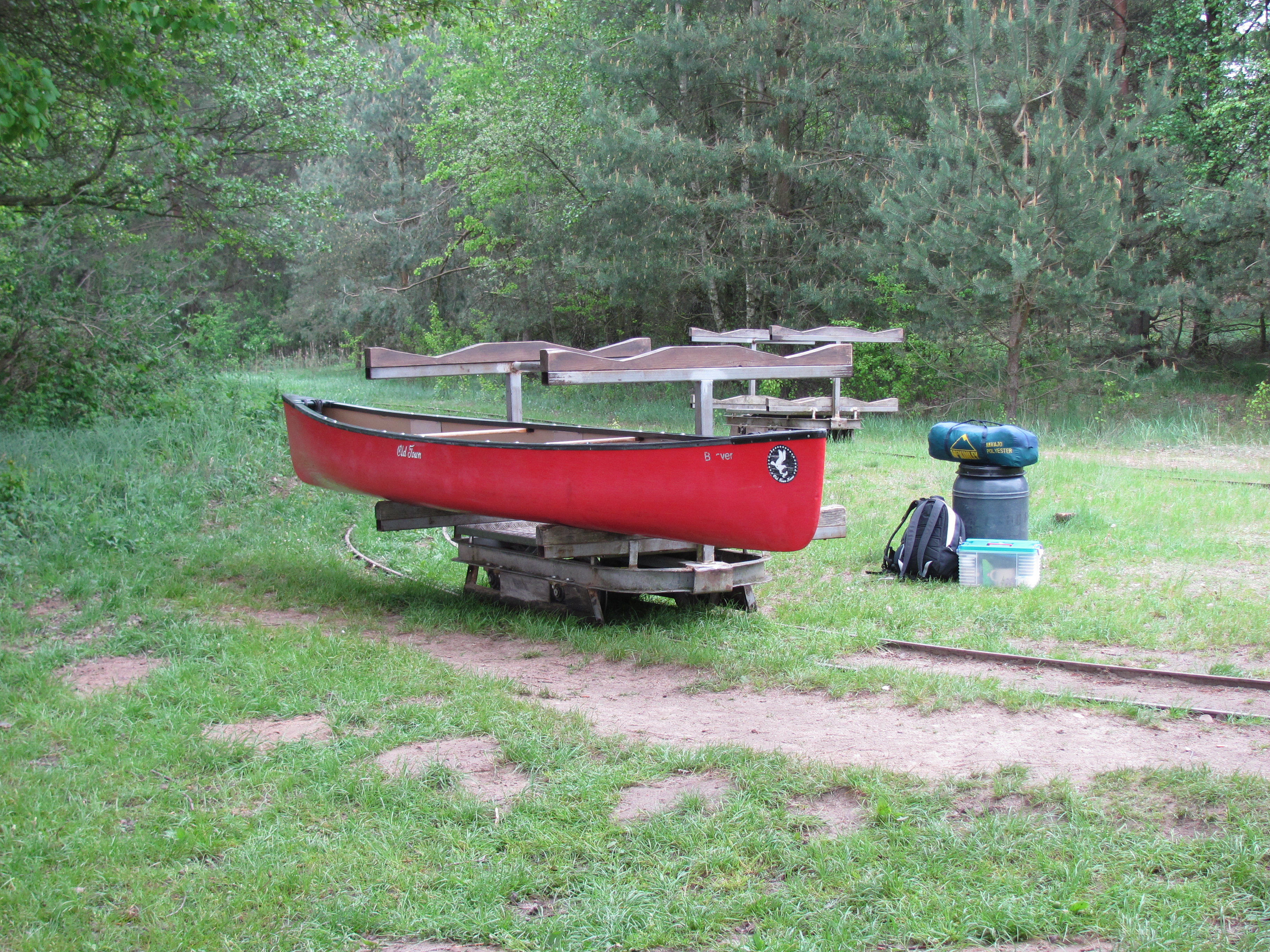
Lorenbahn

Der Pagelsee ist ein See im Gemeindegebiet Kratzeburg des Landkreises Mecklenburgische Seenplatte in Mecklenburg-Vorpommern. Der See hat die Form eines nach Süden geöffneten Omegas (Ω) und ist 2100 Meter lang und bis zu 350 Meter breit. Das Nordufer des Sees grenzt an das Waldgebiet Boeker Forst. Die hügelige Halbinsel im Süden ist ebenfalls bewaldet. Das restliche Südufer läuft flach aus und ist unbewaldet. Die Halbinsel ist vom am Südwestzipfel des Sees liegenden Kratzeburger Ortsteil Krienke über eine Fußgängerbrücke zu erreichen.
Zwischen dem Granziner See und dem Pagelsee ist die Havel ein in eine schmale Rinne gezwängter Bach. Das Befahren des Bachlaufes ist in diesem Abschnitt nicht gestattet, eine auf der Ostseite parallel verlaufende Lorenbahn für Bootstransporte ermöglicht das Umgehen dieser Strecke.
Der See liegt im Müritz-Nationalpark.
Der Pagelsee wurde im Jahr 1257 („ad stagnum Paule“) erstmals schriftlich erwähnt. Der Name leitet sich vom Personennamen Paul (slawisch Pawel) ab.